# Kristiligi Fólkaflokkurin
Der Kristiligi Fólkaflokkurin (eigentlich Kristiligi Fólkaflokkin, Føroya Framburðs- og Fiskivinnuflokkur KrFFF) war eine christdemokratisch-wertkonservative Partei auf den Färöern, die sich nach der Parlamentswahl 1998 auflöste. Die Partei hatte ihren Sitz in Klaksvík und führte den Parteibuchstaben F. Dieser Buchstabe wird jedoch seit 2011 von der neugegründeten Partei Framsókn verwendet, die programmatisch völlig anders ausgerichtet ist. 

## Geschichte
Am Anfang des Kristiligi Fólkaflokkurin steht Kjartan Mohr, der von 1954 bis 1958 als unabhängiger Abgeordneter im färöischen Løgting saß. 1955 kam es zur Gründung einer Partei namens Framburðsflokkurin, die erstmals 1958 mit Kjartan Mohr als einzigen Abgeordneten ins Parlament gelangte. Vor der Wahl im Jahr 1978 fusionierte der Framburðsflokkurin mit dem Fiskivinnuflokkurin zum Framburðs- og Fiskivinnuflokkurin, wodurch die Abgeordnetensitze sich von 1 auf 2 verdoppelten. Bei der Wahl 1984 trat die Partei als Kristiligi Fólkaflokkurin, Føroya Framburðs- og Fiskivinnuflokkur (KrFFF) an.
1986 spaltete sich ein Teil der Partei ab und bildete den Framsóknarflokkurin, eine Gruppierung, die lediglich einmal bei einer Parlamentswahl (Løgtingswahl 1988) antrat und erfolglos war. Diese kurzlebige Partei steht in keinerlei Beziehung zu der 2011 gegründeten Fortschrittspartei Framsókn.
Der KrFFF war in zwei Regierungskoalitionen mit einem Minister vertreten:
- 1985 bis 1988 mit Niels Pauli Danielsen als Minister für Soziales und Kommunales in der Landesregierung Atli Dam IV
- 1989 mit Tordur Niclasen als Minister für Gesundheit und Soziales in der Landesregierung Jógvan Sundstein I

Die Landesregierung Hákun Djurhuus war zwar vom Framburðsflokkurin gestützt worden, Kjartan Mohr erhielt jedoch damals keinen Ministerposten.
Der Kristiligi Fólkaflokkurin nahm von 1958 bis 1998 an den Løgtingswahlen teil. Bei der Wahl 1998 verlor die Partei beide Sitze und löste sich im Anschluss auf.
Als Nachfolger kann der Miðflokkurin angesehen werden. Beide Parteien traten zwar bei den Løgtingswahlen 1994 und 1998 als Konkurrenten an, aber hinsichtlich Programm und Personal gibt es große Übereinstimmungen.

## Abgeordnete
Kjartan Mohr, ehemaliger Bürgermeister von Tórshavn und Parteivorsitzender des Framburðsflokkurin, war von 1958 bis 1978 für zwanzig Jahre der einzige Løgtingsabgeordnete der Partei. Nach der Fusion von 1978 entsandte die Partei zwei Abgeordnete ins Løgting, darunter Juul Jacobsen, Løgtingsabgeordneter des Framburðs- og fiskivinnuflokkurin von 1978 bis 1984, sowie Niels Pauli Danielsen (1988–1994) und Tordur Niclasen, der für den Zeitraum 1984 bis 1994 für den KrFFF ins Løgting gewählt worden war und im Jahr 1992 gemeinsam mit Jenis av Rana die Partei verließ, um den Miðflokkurin zu gründen.
Danach saßen Jákup Olaf Olsen (Vater von Annika Olsen) sowie Lasse Klein von 1994 bis 1998 als letzte Abgeordnete für den KrFFF im färöischen Parlament. Jákup Olsen wechselte anschließend zum Fólkaflokkurin.